# NGC 3668
NGC 3668 est une galaxie spirale barrée située dans la constellation de la Grande Ourse. NGC 3668 a été découverte par l'astronome germano-britannique William Herschel en 1790.

## Caractéristiques
La classe de luminosité de NGC 3668 est II-III et elle présente une large raie HI. C'est aussi une galaxie lumineuse dans l'infrarouge (LIRG).

### Distance
Sa vitesse par rapport au fond diffus cosmologique est de 3 570 ± 9 km/s, ce qui correspond à une distance de Hubble de 52,7 ± 3,7 Mpc (∼172 millions d'al).
À ce jour, quatre mesures non basées sur le décalage vers le rouge (redshift) donnent une distance de 59,950 ± 17,979 Mpc (∼196 millions d'al), ce qui est à l'intérieur des valeurs de la distance de Hubble. Notons cependant que c'est avec la valeur moyenne des mesures indépendantes, lorsqu'elles existent, que la base de données NASA/IPAC calcule le diamètre d'une galaxie et qu'en conséquence le diamètre de NGC 3668 pourrait être d'environ 32,2 kpc (∼105 000 al) si on utilisait la distance de Hubble pour le calculer. 

### Classification
Une barre est clairement visible sur l'image obtenue des données de l'étude SDSS et la classification de la base de données HyperLeda est sans doute la meilleure.

### Radiogalaxie
Selon la base de données Simbad, NGC 3668 est une radiogalaxie.

## Groupe de NGC 3668
NGC 3668 est la galaxie la plus grosse et la plus lumineuse d'un groupe de galaxies qui porte son nom. Le groupe de NGC 3668 compte au moins cinq galaxies. Les autres galaxies du groupe sont UGC 6429, UGC 6520, PGC 35219 et PGC 35623. Notons que la galaxie PGC 35219 est incorrectement identifiée à MCG 11-14-25 dans l'article de Garcia. On devrait plutôt lire MCG 11-14-25A. De plus, NGC 3668 n'est sans doute pas une galaxie du champ, comme c'est indiqué dans la base de données NASA/IPAC.
D'ailleurs, les galaxies NGC 3668 et UGC 6429 forment une paire de galaxies. UGC 6429 est identifié par la notation 1122+6401 dans l'article de Mahtessian, une abréviation pour CGCG 1122.4+6401.